# Dylan Sprayberry
Dylan Muse Sprayberry (ur. 7 lipca 1998) – amerykański aktor i muzyk znany z roli młodego Clarka Kenta w filmie Człowiek ze stali. W latach 2014–2017 występował jako Liam Dunbar w serialu produkcji MTV Teen Wolf: Nastoletni wilkołak.

## Wczesne życie
Sprayberry urodził się w Houston w Teksasie, uczęszczał do West University Elementary.

## Kariera
Dołączył do Teen Wolf w roku 2014 wcielając się w rolę Liama Dunbara. Postać pojawiła się w czwartym sezonie serialu jako bohater drugoplanowy. Liam powrócił w piątym sezonie, pojawiając się już regularnie.

## Filmografia
| Rok  | Tytuł                          | Rola                        | Informacje                     |
| ---- | ------------------------------ | --------------------------- | ------------------------------ |
| 2014 | Cry of the Butterfly           | Bezdomne dziecko            |                                |
| 2013 | Człowiek ze stali              | Clark Kent (13 lat)         | 1 nominacja                    |
| 2011 | Strachy na psiaki              | Rodney                      |                                |
| 2011 | Shuffle                        | Młody Lovell                |                                |
| 2011 | Teen Wolf: Nastoletni Wilkołak | Liam Dunbar                 | 1 nominacja Serial 2011 – 2017 |
| 2010 | Sypialnie                      | Max                         |                                |
| 2009 | Stare wygi                     | Miłe dziecko                |                                |
| 2009 | The Honeysting                 | Andy Wilder                 |                                |
| 2009 | Zaginiony ląd                  | Dzieciak w smole            | Niewymieniony w czołówce       |
| 2009 | Najwspanialszy prezent         | Mike                        | Film telewizyjny               |
| 2009 | W pogoni za marzeniem          | John Van Horn w wieku 8 lat | Film telewizyjny               |
| 2008 | State of the Union             | Jesse                       | Serial 2008 – 2010             |
| 2008 | Mama futbolistka               | Sammy                       |                                |
| 2008 | Spaced                         | Komik                       | Film telewizyjny               |
| 2007 | Ma-i Pa-deo                    | Steve w dzieciństwie        |                                |

## Nagrody i nominacje
| Rok  | Nagroda | Kategoria                                                           | Produkcja                      | Rezultat  |
| ---- | ------- | ------------------------------------------------------------------- | ------------------------------ | --------- |
| 2016 | Saturn  | Najlepsza kreacja młodego aktora lub aktorki w serialu telewizyjnym | Teen Wolf: Nastoletni Wilkołak | Nominacja |
| 2014 | Saturn  | Najlepsza kreacja młodego aktora lub aktorki                        | Człowiek ze stali              | Nominacja |